# Oligosaharid
Oligosaharid (od grč. oligos - nekoliko, i grč. sacchar - šećer) je saharidni polimer koji sadrži mali broj (tipično dva do deset) sastavnih šećera, takođe poznatih kao jednostavni šećeri (monosaharidi). Oligosaharidi mogu da imaju veliki broj funkcija; na primer, oni se često nalaze na ćelijskim membranama životinjskih ćelija, gde učestvuju u ćelijskom prepoznavanju.
Oni se često nalaze kao bilo O- ili N-vezani za kompatibilne aminokiselinske lance proteina ili lipida (npr. glikani).

## Primeri
Frukto-oligosaharidi (FOS), koji su prisutni u mnogim biljkama, sastoje se od kratkih lanaca molekula fruktoze. (Inulin ima znatno veći stepen polimerizacije nego FOS te se naziva polisaharidom.) Galaktooligosaharidi (GOS), koji se isto tako prirodno javljaju, sastoje se od kratkih lanaca molekula galaktoze. Ova jedinjenja mogu biti samo delimično svarena od strane ljudi.

## Literatura
- Robyt, John F. (1997). Essentials of Carbohydrate Chemistry (1. изд.). Springer.  978-0-387-94951-2.
- Lindhorst, Thisbe K. (2007). Essentials of Carbohydrate Chemistry and Biochemistry (1. изд.). Wiley-VCH.  978-3-527-31528-4.

## Spoljašnje veze
Oligosaccharides на 